# Vert-Saint-Denis
Vert-Saint-Denis település Franciaországban, Seine-et-Marne megyében. Lakosainak száma 9057 fő (2022. január 1.). Vert-Saint-Denis Boissise-la-Bertrand, Cesson, Le Mée-sur-Seine, Melun, Montereau-sur-le-Jard, Réau és Voisenon községekkel határos.

## Népesség
A település népessége az elmúlt években az alábbi módon változott:
| Lakosok száma | 7154 | 7369 | 7575 | 7610 | 7874 | 8238 | 8564 | 8822 | 9057 |
|               | 2013 | 2015 | 2016 | 2017 | 2018 | 2019 | 2020 | 2021 | 2022 |